# Leimon
Leimon (altgriechisch Λειμών Leimṓn), Sohn des Tegeates und der Maira, ist eine Gestalt der griechischen Mythologie.
Als Apollon und Artemis in das tegeatische Land kamen, um auch hier Gericht zu halten über alle, die einst ihrer Mutter Leto die Aufnahme versagt hatten, sprach Skephros, der Bruder des Leimon, heimlich bei Apollon vor. Leimon verdächtigte ihn der Verleumdung und tötete den Bruder, was den Zorn der Artemis erregte: Sie erschoss Leimon, und das Land wurde von Dürre heimgesucht.
Die Eltern Tegeates und Maira versuchten vergeblich, die Götter zu besänftigen. Das delphische Orakel riet schließlich, den Skephros zu beweinen. Seitdem wurde jedes Jahr anlässlich der Feier zu Ehren des Apollon Agyieus die Flucht und Verfolgung Leimons von einer Priesterin der Artemis dargestellt.